# Kara Kobi
Kara Kobi (en rus: Кара Кобы) és un poble de la república de l'Altai, a Rússia, que el 2016 tenia 244 habitants, pertany al districte d'Ongudai.